# Konsztandínosz Panají
Konsztandínosz Panají (görögül: Κωνσταντίνος Παναγή) (Nicosia, 1994. október 8. –) ciprusi válogatott labdarúgó, az Omónia Lefkoszíasz játékosa.

## Pályafutása

### Klubcsapatokban
Az Olimbiakósz Lefkoszíasz saját nevelésű játékosa és az első csapathoz Pámbosz Hrisztodúlu vitte. Négy szezont töltött a felnőttek között, de csak az utolsó évében volt alapember. 2014. május 20-án a rivális Omónia Lefkoszíasz csapatába igazolt. 2015. március 22-én mutatkozott be a bajnokságban az Anórthoszi Ammohósztu ellen.

### A válogatottban
2016. március 24-én mutatkozott be a felnőtt válogatottban Ukrajna ellen.

## Statisztika

### Klub
| Klub                    | Szezon           | Bajnokság | Bajnokság | Kupa  | Kupa  | UEFA  | UEFA  | Összesen | Összesen |
| Klub                    | Szezon           | Mérk.     | Gólok     | Mérk. | Gólok | Mérk. | Gólok | Mérk.    | Gólok    |
| ----------------------- | ---------------- | --------- | --------- | ----- | ----- | ----- | ----- | -------- | -------- |
| Olimbiakósz Lefkoszíasz |                  |           |           |       |       |       |       |          |          |
| 2010–11                 | 2                | 0         | 0         | 0     | –     | –     | 2     | 0        |          |
| 2011–12                 | 1                | 0         | 0         | 0     | –     | –     | 1     | 0        |          |
| 2012–13                 | 1                | 0         | 0         | 0     | –     | –     | 1     | 0        |          |
| 2013–14                 | 23               | 0         | 1         | 0     | –     | –     | 24    | 0        |          |
| Összesen                | 27               | 0         | 1         | 0     | –     | –     | 28    | 0        |          |
| Omónia Lefkoszíasz      |                  |           |           |       |       |       |       |          |          |
| 2014–15                 | 7                | 0         | 2         | 0     | 0     | 0     | 9     | 0        |          |
| 2015–16                 | 31               | 0         | 0         | 0     | 5     | 0     | 36    | 0        |          |
| 2016–17                 | 29               | 0         | 0         | 0     | 4     | 0     | 33    | 0        |          |
| 2017–18                 | 5                | 0         | 0         | 0     | 0     | 0     | 5     | 0        |          |
| 2018–19                 | 2                | 0         | 0         | 0     | 0     | 0     | 2     | 0        |          |
| Összesen                | 74               | 0         | 2         | 0     | 9     | 0     | 87    | 0        |          |
| Karrier összesen        | Karrier összesen | 96        | 0         | 3     | 0     | 9     | 0     | 108      | 0        |

### Válogatott
| Ciprus   | Ciprus | Ciprus |
| Évek     | Mérk.  | Gólok  |
| -------- | ------ | ------ |
| 2015     | 0      | 0      |
| 2016     | 5      | 0      |
| 2017     | 7      | 0      |
| 2018     | 5      | 0      |
| Összesen | 17     | 0      |